# Eleccions legislatives noruegues de 2001
Les eleccions legislatives noruegues de 2001 se celebraren el 10 de setembre de 2001 a Noruega per a renovar els 169 membres del Storting, el parlament del país. Tot i que els més votats foren els laboristes noruecs, no tingueren prou majoria per a formar govern, de manera que es formà un govern de coalició entre conservadors, democristians i liberals; el democristià Kjell Magne Bondevik fou nomenat primer ministre de Noruega.

## Resultats
|         |                                                                                        |         |      |       |          |        |
| Partits | Partits                                                                                | Vots    | Vots | Vots  | Escons   | Escons |
| Partits | Partits                                                                                | #       | %    | ± %   | #        | ±      |
|         | Partit Laborista Noruec (Det norske Arbeiderparti)                                     | 612,632 | 24.3 | -10.7 | 43 / 165 | 22     |
|         | Partit Conservador (Høyre)                                                             | 534,852 | 21.2 | +6.9  | 38 / 165 | 15     |
|         | Partit del Progrés (Fremskrittspartiet)                                                | 369,236 | 14.6 | -0.7  | 26 / 165 | 1      |
|         | Partit Socialista d'Esquerra (Sosialistisk Venstreparti)                               | 316,456 | 12.5 | +6.5  | 23 / 165 | 14     |
|         | Partit Democristià (Kristelig Folkeparti)                                              | 312,839 | 12.4 | −1.3  | 22 / 165 | 3      |
|         | Partit de Centre (Senterpartiet)                                                       | 140,287 | 5.6  | -2.4  | 10 / 165 | 1      |
|         | Partit Liberal (Venstre)                                                               | 98,486  | 3.9  | -0.6  | 2 / 165  | 4      |
|         | Partit Costaner (Kystpartiet)                                                          | 44,010  | 1.7  | +1.5  | 1 / 165  | =      |
|         | Aliança Electoral Roja (Rød Valgallianse)                                              | 30,015  | 1.2  | -0.5  | 0 / 165  | =      |
|         | El Partit Polític (Det Politiske Parti)                                                | 19,457  | 0.8  | -     | 0        | -      |
|         | Partit dels Pensionistes (Pensjonistpartiet)                                           | 17,940  | 0.7  | +0.1  | 0        | 0      |
|         | Partit d'Unitat Cristiana (Kristent Samlingsparti)                                     | 6,731   | 0.3  | -     | 0        | -      |
|         | Partit Ambiental Els Verds (Miljøpartiet De Grønne)                                    | 3,785   | 0.2  | 0.0   | 0        | 0      |
|         | Partit de la Pàtria (Fedrelandspartiet)                                                | 2,353   | 0.09 | -0.06 | 0        | 0      |
|         | Partit Comunista de Noruega (Norges Kommunistiske Parti)                               | 1,726   | 0.07 | -0.01 | 0        | 0      |
|         | Partit Popular Noruec (Norsk Folkeparti)                                               | 1,609   | 0.06 | -     | 0        | -      |
|         | Partit del Districte Rural i Costaner Apolític (Tverrpolitisk kyst- og distriktsparti) | 1,052   | 0.04 | -     | 0        | -      |
|         | Partit del Poble Sami (Sámeálbmot bellodat, Samefolkets Parti)                         | 564     | 0.02 | -     | 0        | -      |
|         | Socialdemòcrates (Sosialdemokratene)                                                   | 351     | 0.01 | -     | 0        | -      |
|         | Partit de la Llei Natural (Naturlovpartiet)                                            | 269     | 0.01 | -0.08 | 0        | 0      |
|         | Partit Popular Liberal (Det Liberale Folkeparti)                                       | 166     | 0.01 | 0.0   | 0        | 0      |
|         | Partit de la Justícia (Rettferdighetspartiet)                                          | 138     | 0.00 | -0.01 | 0        | 0      |
|         | Partit de la Societat (Samfunnspartiet)                                                | 66      | 0.00 | -0.01 | 0        | 0      |
|         | Altres                                                                                 | 6,866   | 0.3  |       | 0        | 0      |
|         | Total 2.521.781                                                                        | 100%    | 100% | 100%  | 165      | 165    |